# Ceratina pictifrons
Ceratina pictifrons är en biart som beskrevs av Smith 1861. Ceratina pictifrons ingår i släktet märgbin, och familjen långtungebin. Inga underarter finns listade i Catalogue of Life.